# Gyászos holyva
A gyászos holyva (Ocypus tenebricosus) a rovarok (Insecta) osztályának a bogarak (Coleoptera) rendjéhez, ezen belül a mindenevő bogarak (Polyphaga) alrendjéhez és a holyvafélék (Staphylinidae) családjához tartozó faj.

## Elterjedése
A gyászos holyva előfordul Közép-Európában és Dél-Európa északi részén (Észak-Olaszország, Balkán). Észak-Európában és a Brit-szigeteken hiányzik. Hegyvidéki, szubalpin faj. Egyetlen biztos magyarországi adata a Kőszegi-hegységből (Velem) van.

## Megjelenése
A gyászos holyva az egyik legnagyobb testű holyvafajuk (20–30 mm). Teste (csápok és lábak is) egynemű koromfekete. Szárnyfedője a rokon holyvafajokhoz képest kissé rövidebb, egyébként nagymértékben hasonlít a többi Ocypus-fajhoz.
A többi, hozzá hasonló nagy termetű holyvafajtól a következő bélyegek alapján választhatjuk el:
- előtorának oldalpereme oldalnézetben lehajló szegélyként látható, legalább az előtor hátulsó két harmadában,
- fejét és előtorát testhez simuló, finom alapszőrzet borítja,
- teste sötét, fémfény előfordulhat; a potrohon sincsen eltérő színű szőrfolt,
- ajaktapogatójának utolsó íze megnyúlt, orsó alakú,
- előtora fekete színű, bronzos árnyalat nélkül,
- rágója széles és zömök, belső élén egy nagyobb és egy kisebb fogacska látható,
- az összetett szemük átmérője rövidebb, mint a halánték felülnézetben,
- szárnyfedői rövidebbek, mint az előtor hossza.

## Életmódja
A gyászos holyva magasabb fekvésű hegységek jellemző faja. Erdőlakó, nedvességet kedvelő faj. Avar és kéreg alatt találhatjuk meg, ahol ragadozó életmódot folytat.
Gyűjtési adatai márciustól októberig vannak.

## Fordítás
- Ez a szócikk részben vagy egészben  a   Dunkler Raubkäfer című német Wikipédia-szócikk ezen változatának fordításán alapul.  Az eredeti cikk szerkesztőit annak laptörténete sorolja fel. Ez a jelzés csupán a megfogalmazás eredetét és a szerzői jogokat jelzi, nem szolgál a cikkben szereplő információk forrásmegjelöléseként.